# Ворожцов, Георгий Николаевич
Гео́ргий Никола́евич Ворожцо́в (род. 1935) — советский и российский химик. Член-корреспондент Академии наук СССР (1990; с 1991 — Российской академии наук).
Сын Николая Николаевича Ворожцова (младшего) и внук Николая Николаевича Ворожцова (старшего).

## Биография
Родился 7 ноября 1935 года в Ленинграде.
В 1958 году — окончил Московский химико-технологический институт имени Д. И. Менделеева.
В 1968 году — защитил кандидатскую диссертацию, тема: «3,4,9,10-Антантронтетракарбоновая и 6,12-диметил-3,4,9,10-антантрентетракарбоновая кислоты».
В 1984 году — защитил докторскую диссертацию, тема: «Новые реакции в ряду 8,8’-замещённых 1,1’-бинафтила».
В 1990 году — избран членом-корреспондентом АН СССР.
В 1994 году — присвоено учёное звание профессора.

## Научная деятельность[2]
Основные научные направления и достижения:
- разработал пути синтеза и синтезировал ряд различных кислот и их соединений и исследовал ряд их свойств и превращений;
- создал класс красителей кубогенов и методы конкретного их использования по разным способам крашения и печати (кубогены алого, фиолетового и др. цветов);
- получил водорастворимые красители и на их основе разработал сверхтонкие селективные поляроиды, изолирующие покрытия;
- создал термостойкие полимеры и другие материалы;
- разработал технологию получения ряда красителей и промежуточных продуктов.